# Jacó Armínio
Jacó (português brasileiro) ou Jacob (português europeu) Armínio (em latim: Jacobus Arminius,[nota 1] nome latinizado de Jakob Hermanszoon; Oudewater, 10 de outubro de 1560 – Leiden, 19 de outubro de 1609) foi um teólogo, pastor e professor neerlandês da época da reforma protestante. Sua visão soteriológica tornou-se a base do Arminianismo e do movimento neerlandês Remonstrante.
Armínio nasceu na pequena cidade de Oudewater, no sul da Holanda espanhola. Tendo recebido a educação primária em sua terra natal, continuou a estudar teologia nas universidades de Marburgo, Leiden, Genebra e Basileia. Em Genebra, o professor de Armínio foi o famoso teólogo protestante Teodoro de Beza, discípulo de João Calvino. As excelentes recomendações recebidas de Beza permitiram que Armínio obtivesse o cargo de pastor em Amsterdã em 1588.
Em 1603 aceitou uma oferta para assumir o cargo de professor na Universidade de Leiden. O principal oponente de Armínio em Leiden foi Franciscus Gomarus, um defensor da doutrina reformada da eleição incondicional. Acreditando que Armínio fosse um defensor da doutrina do livre arbítrio e da participação ativa do homem na questão da sua salvação, Gomarus acusou-o da heresia do pelagianismo e do semipelagianismo. O conflito entre ambos foi repetidamente objeto de debates diante das autoridades civis da república, e Armínio apresentou a sua obra mais famosa, “Declaração de Sentimentos”, em 30 de Outubro de 1608, no seu discurso aos Estados Gerais. O teólogo morreu em meio a polêmicas a respeito de seus ensinamentos, e seus seguidores, chamados de Remonstrantes, tomaram forma após sua morte.
As numerosas obras de Armínio são predominantemente de natureza polêmica. Armínio não teve tempo de escrever uma obra na qual resumisse todos os seus pontos de vista. As tentativas de reconstruir seu sistema teológico são objeto de numerosos estudos. De acordo com o consenso científico moderno, ideologicamente Armínio estava significativamente mais próximo dos seus escolásticos reformados contemporâneos do que dos arminianos do século XVII.
No sistema de Armínio, Deus, sendo pura ação, deseja o bem e, em sua sabedoria, deseja a existência de criaturas livres que o conheceriam em sua bondade. Para o bem de suas criaturas, Deus criou um mundo no qual é possível voltar-se livre e justamente para ele, adorá-lo, regozijar-se, glorificá-lo e amá-lo. No entendimento de Armínio, a liberdade da ação humana é assegurada pela incerteza das ações contingentes do ponto de vista das decisões tomadas por Deus antes do início dos tempos. Como consequência, uma pessoa pode resistir à operação da graça, que, segundo Armínio, demonstra a justiça divina e não faz de Deus o autor do pecado.
Após a sua morte, a sua objeção ao padrão reformado, a Confissão de Fé Belga, provocou uma ampla discussão no Sínodo de Dort, resultando nos cinco pontos do calvinismo em resposta aos ensinamentos de Armínio.

## Juventude
Armínio, que nasceu em Oudewater, Utrecht, ficou órfão enquanto ainda era jovem. Seu pai Herman (o nome Arminius representa a forma latinizada de Hermanszoon, "filho de Herman") morreu, deixando a sua mulher viúva com crianças pequenas.
O pastor Theodorus Aemilius adotou então Jacó por volta do ano de 1572, e o pôs na escola de Utrecht. Contudo, esse pastor veio a falecer em 1574, e outro nativo de Oudewater, Rudolph Snellius, levou-o a estudar em Marburgo, onde Snellius era professor. A família de Armínio morreu durante o massacre espanhol de Oudewater em 1575. Em 1576, Armínio retornou à Holanda e continuou seus estudos de teologia na então recém-fundada Universidade de Leiden, onde permaneceu até 1582.

## Estudos teológicos
Armínio permaneceu estudando em Leiden de 1576 a 1582. Entre seus professores de teologia estavam homens como o calvinista Lambertus Danaeus, o hebraísta Johannes Drusius, Guillaume Feuguereius, e Johann Kolmann. Kolmann acreditava e ensinava que o alto calvinismo tornava Deus um tirano e carrasco. Embora a Universidade em Leiden fosse reformada, ela tinha influências de visões luteranas, zwinglianas e anabatistas. Caspar Coolhaes, um dos pastores de Leiden, afirmava, de maneira contrária a Calvino, que as autoridades civis não têm jurisdição em alguns assuntos eclesiásticos, que era errado punir e executar hereges, e que os luteranos, calvinistas, e anabatistas poderiam unir em torno de princípios fundamentais. O astrônomo e matemático Willebrord Snellius usou a filosofia ramista numa tentativa para incentivar os seus alunos a buscar a verdade, sem excesso de dependência de Aristóteles. Sob a influência desses homens, Armínio estudou com dedicação e plantou sementes que começariam a se desenvolver em uma teologia que posteriormente competiria com a dominante teologia reformada de João Calvino. O sucesso que ele mostrou em seus estudos motivou o sindicato dos mercadores de Amsterdã a financiar os próximos três anos de seus estudos.
Em 1582, Armínio começou a estudar com Teodoro de Beza em Genebra. Ele se viu em apuros após usar técnicas ramistas familiares a ele. Armínio foi proibido de ensinar publicamente a filosofia ramista. Após está difícil situação, ele se mudou para Basileia para continuar seus estudos. Ele continuou a se distinguir como um excelente estudante. Em 1583 quando Armínio estava prestes a retornar à Genebra, a faculdade de teologia da Basileia espontaneamente lhe ofereceu um doutorado. Ele se recusou a receber esta honra por causa de sua juventude (ele tinha cerca de 24 anos de idade) e voltou para a escola em Genebra a fim de terminar a sua formação sob Beza.

### Recomendações de Beza e Grynaeus

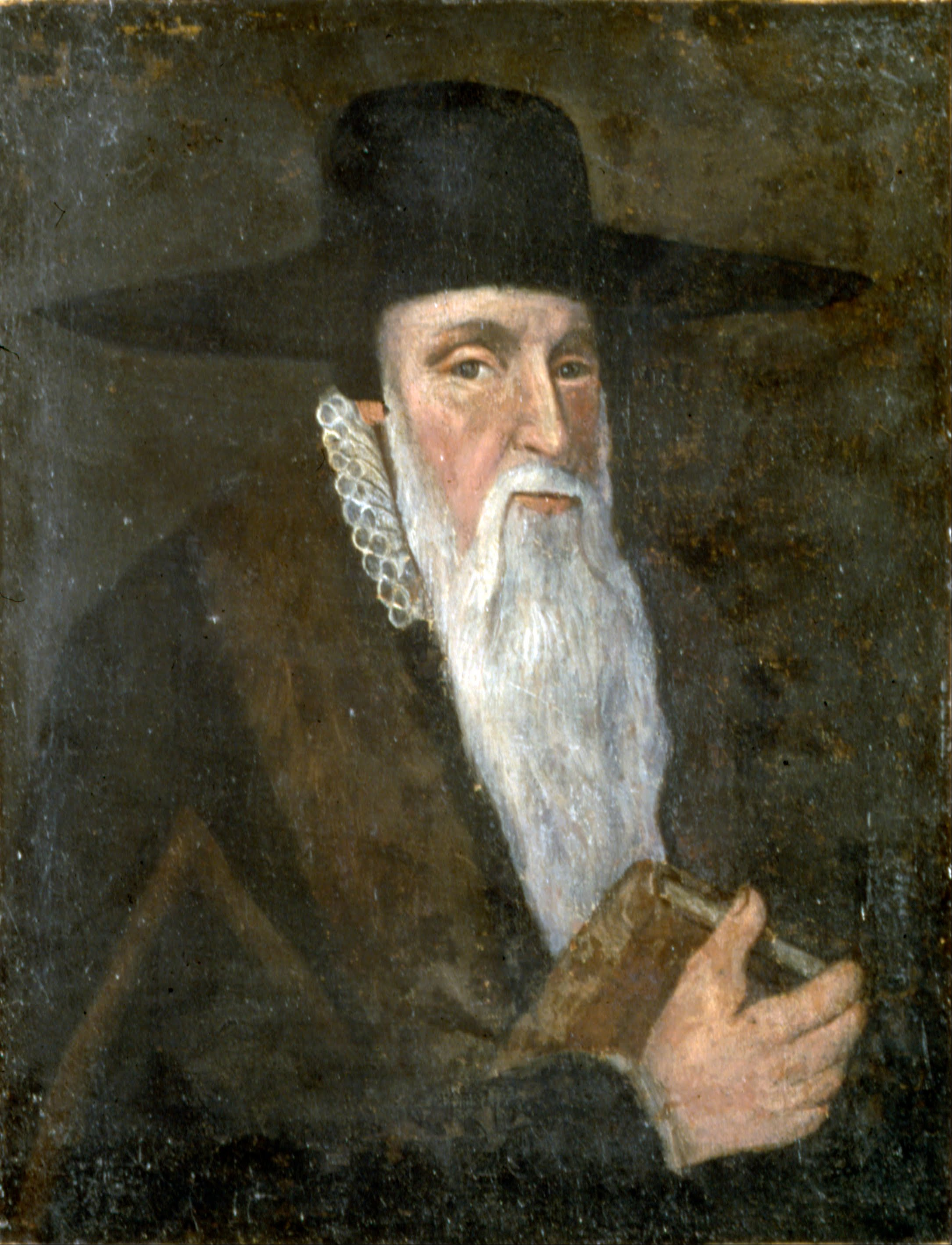
Beza em 1605.

Após a conclusão dos estudos de Armínio e um pedido para que ele fosse pastor em Amsterdã, Teodoro de Beza respondeu aos líderes em Amsterdã com a seguinte carta:
| “                                                            | ...Que seja do vosso conhecimento que, desde o momento em que Armínio voltou a nós de Basileia, a sua vida e aprendizagem nos têm sido aprovadas, e que esperamos o melhor dele em todos os aspectos, se ele constantemente persistir no mesmo caminho, que, pela bênção de Deus, não duvidamos que persistirá; pois, dentre outros dons, Deus o dotou com um intelecto apto tanto a respeito da apreensão quanto da discriminação das coisas. Se este [intelecto] doravante for regulado pela piedade, que ele aparenta assiduamente cultivar, será inevitável que este poder de intelecto, quando consolidado pela idade e pela experiência madura, produzirá os mais ricos frutos. Essa é a nossa opinião sobre Armínio – um jovem, sem dúvida, na medida em que somos capazes de julgar, mais digno de vossa bondade e liberalidade. | ” |
| — Teodoro de Beza para Amsterdã, Carta de 3 de Junho de 1585 | |   |

Por meio desta carta, parece que a tensão anterior devido à atração de Armínio pela filosofia ramista havia se dissipado e Armínio era conhecido até mesmo por Beza como um excelente teólogo em desenvolvimento. Três meses depois, Johann Jakob Grynaeus, da Universidade de Basileia, enviou esta carta de recomendação:
| “ | Aos piedosos leitores, saudações: Na medida em que um testemunho fiel de aprendizagem e de piedade não deve ser recusado a qualquer homem instruído e piedoso, então, nem a Jacó Armínio, nativo de Amsterdã[sic], pois sua conduta, enquanto frequentou a Universidade de Basileia, foi marcada pela piedade, moderação e assiduidade nos estudos; e frequentemente, no decorrer de nossas discussões teológicas, ele tornou o seu dom de um espírito perspicaz tão evidente a todos nós, assim extraindo de nós merecida parabenização. Mais recentemente, também, em extraordinárias preleções entregues com o consentimento, e ordem, dos docentes de Teologia, nas quais ele expôs publicamente alguns capítulos da Epístola aos Romanos, nos deu grandes motivos para acreditar que em breve ele estava destinado — se, de fato, ele continuar a despertar o dom de Deus que há nele — para realizar e sustentar a função de ensinar, para que ele possa ser justamente separado, com muitos frutos para a Igreja. Eu o recomendo, portanto, a todos os homens de bem, e, em particular, à Igreja de Deus na famosa cidade de Amsterdã; e, respeitosamente, rogo que seja tido em conta este jovem instruído e piedoso, de modo que ele nunca esteja sob a necessidade de intermitentes estudos teológicos que têm sido, até agora, tão felizmente exercidos. Adeus! | ” |
| — Johann Jakob Grynaeus, professor de literatura sagrada e decano da Faculdade de Teologia, Escrito com minha própria mão. Basileia, 03 de Setembro de 1583. | |   |

## Ministério pastoral
Armínio respondeu ao chamado de pastor em Amsterdã, em 1587, pregando aos domingos e no meio da semana. Depois de ser testado pelos líderes da igreja, foi ordenado em 1588. Nessa condição, ganhou reputação como um bom pregador e fiel pastor.
Em 1590 ele se casou com Lijsbet Reael, filha de Laurens Jacobsz Reael, um proeminente mercador e poeta de Amsterdã que ajudou a estabelecer a Igreja Reformada na região. Ele também foi contratado para organizar o sistema educacional de Amsterdã. Distinguiu-se grandemente pela fidelidade aos seus deveres, em 1602, durante uma praga que varreu por Amsterdã, entrou em casas infectadas que os outros não se atreveriam a entrar, a fim de dar água aquelas famílias, e supriu os seus vizinhos com os fundos para cuidar deles.

### Controvérsia
Em Amsterdã, Armínio ensinou, através de "uma série de sermões sobre a epístola de Romanos", em 1591, ao discutir Romanos 7, que o homem, pela graça e novo-nascimento, não tem que viver na escravidão do pecado, e que Romanos 7.14 estava falando de um homem que vive sob a lei, sendo convencido do pecado pelo Espírito Santo, mas ainda não regenerado. Isso foi recebido com alguma resistência, e alguns detratores rotularam-no de pelagiano por ensinar que um homem não regenerado podia sentir convicção e desejo de salvação, mesmo com a influência da Lei e do Espírito Santo. No mesmo ano, o seu colega Petrus Plancius, respondendo ao desenvolvimento teológico de Armínio, começou a disputar abertamente contra ele. Durante uma reunião de ministros, Armínio insistiu que não estava ensinando qualquer coisa contrária a Confissão de Heidelberg e outras normas da ortodoxia, que os teólogos da Igreja primitiva tinham opiniões semelhantes às suas, e que ele repudiava veementemente a heresia pelagiana. Além disso, Armínio manifestou alguma surpresa por não lhe ser permitido interpretar esta passagem de acordo com os ditames de sua própria consciência e dentro do padrão da ortodoxia histórica. Os burgomestres de Amsterdã intervieram, num esforço para manter a paz e conter as divisões na população, instando-os a coexistir pacificamente e que Armínio não ensinasse nada em desacordo com o pensamento reformado acordado naquele momento, a menos que consultasse o concílio da Igreja ou outros organismos.
Durante os anos seguintes, outra controvérsia emergiu enquanto ele pregava em Romanos 9. Embora ele não se opusesse diretamente às interpretações calvinistas, ele se concentrou no tema de Paulo da "justificação pela fé" em contradição com obras, ao invés de focar nos decretos eternos de Deus. Durante este tempo ele "gradualmente desenvolveu opiniões sobre graça, predestinação e livre-arbítrio, que eram inconsistentes com a doutrina dos professores reformados Calvino e Beza".

## Professor em Leiden
Em 1603, Armínio foi chamado de volta à Universidade de Leiden para ensinar teologia. Isto aconteceu após as mortes quase simultâneas em 1602 de dois professores da faculdade, Franciscus Junius, O Velho e Lucas Trelcatius, O Velho, em um surto da peste. Lucas Trelcatius, O Jovem (1573-1607) e Armínio (apesar do protesto de Plancius) foram nomeados, a decisão coube em grande parte à Franciscus Gomarus, membro da faculdade sobrevivente. Enquanto Gomarus cautelosamente aprovara Armínio, cujas opiniões já eram suspeitas de heterodoxia, a sua chegada abriu um período de debate, em vez de fechá-lo. A nomeação teve também uma dimensão política, sendo apoiada por Johannes Wtenbogaert, em Haia, e Johan van Oldenbarnevelt.

### Controvérsia com Gomarus

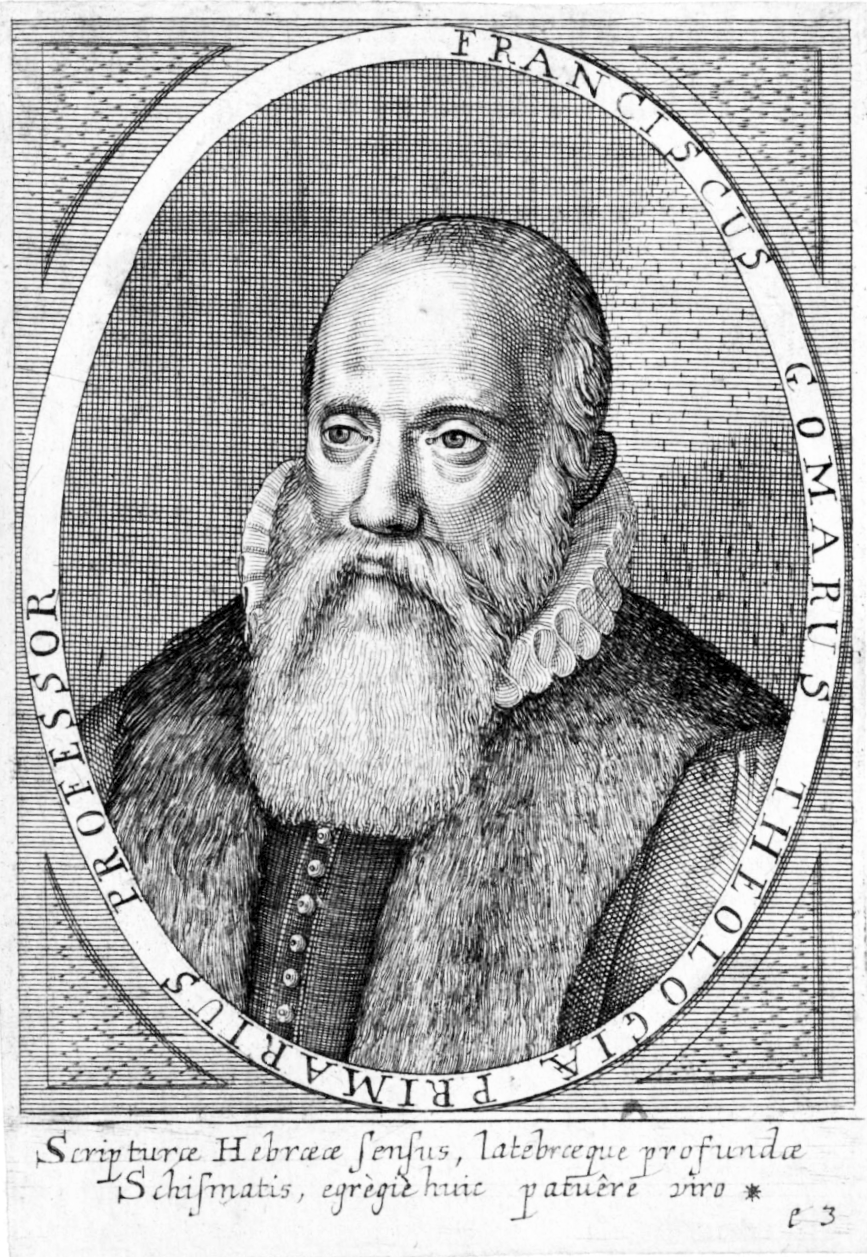
Franciscus Gomarus.

Gomarus era um refugiado flamengo que estava em Leiden desde 1594, tem sido descrito como "um estudioso muito medíocre", mas "um forte defensor da doutrina calvinista... um homem de profunda fé". Em contrapartida, Armínio tem sido descrito como "um buscador, um cético". Sobre a questão da predestinação Gomarus era supralapsariano e foi sobre este ponto de debate que o conflito entre os dois começou. A animosidade era ainda mais exasperada, devido ao fato de Armínio defender a revisão da Confissão Belga e do Catecismo de Heidelberg, mas não publicamente, até muito mais tarde, quando o debate tornou-se um conflito aberto.
A disputa entre os professores tomou um rumo público em 07 de fevereiro de 1604, quando Willem Bastingius em sua disputa intitulada De divina praedestinatione defendeu uma série de teses de Armínio. O próprio Armínio presidiu a disputa. Isso levou Gomarus a fazer Gruterus Samuel argumentar posições opostas a essas teses em 14 de outubro de 1604, num evento que não foi incluído no calendário oficial. Em sua resposta Gomarus não chamou Armínio pelo nome, em vez disso atribuiu as posições ao adversário de Calvino Sebastian Castellion (um dos primeiros proponentes cristão reformado de tolerância religiosa) e ao seu seguidor, Dirck Volckertszoon Coornhert. Embora Armínio firmemente usava a Bíblia para defender as suas posições, os pontos de vista expostos pelos "patriarcas de Genebra gradualmente adquiriram força de Res judicata, de modo que a resistência contra ela não era mais tolerada.
Foram os opositores de Armínio de fora da Universidade que ampliaram a controvérsia. Um órgão administrativo de pastores e anciãos (chamado de classis) em Dordrecht elaborou uma queixa (uma acusação muito pesada contra o acusado), em que "algumas diferenças" que "teriam surgido na Igreja e na Universidade de Leiden sobre a doutrina das Igrejas Reformadas" foram expostas. Em resposta a três professores de teologia de Leiden (Lucas Trelcatius, o Jovem, Armínio e Gomarus) e o regente do Colégio Estadual, Johannes Cuchlinus, escreveu uma carta indignada, afirmando "que, tanto quanto era conhecido por eles não havia conflito entre os professores em qualquer doutrina fundamental que seja".
Os detratores de Armínio não se acalmaram com tal afirmação e Gomarus foi incitado a aumentar a sua oposição à Armínio com o ministro de Leiden Festus Hommius e Petrus Plancius (antigo colega e adversário de Armínio). Uma série anônima de trinta e um artigos começou a circular "em que todos os tipos de opiniões heterodoxas de Armínio foram expostas". Sibrandus Lubbertus, professor de teologia na Universidade de Franeker, começou a enviar cartas a fim de incitar outros teólogos a atacar Armínio com acusações de heresia. Por acidente uma das cartas de Lubbertus caiu nas mãos de Armínio alertando-o da atividade de seus adversários.

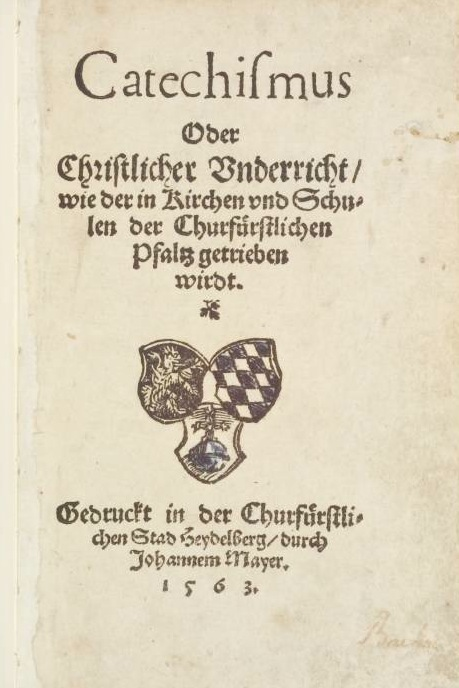
Edição de 1563.

Devido a seus adversários permanecerem no anonimato ou terem contornado procedimentos oficiais, Armínio em abril de 1608 solicitou dos Estados da Holanda permissão para expor as suas opiniões. Esperando evitar a convocação de um sínodo, em 30 de maio de 1608, Armínio e Gomarus foram autorizados pelos Estados a fazer discursos perante a Suprema Corte em Haia.
O Chefe de Justiça da Suprema Corte, Reinout van Brederode (genro de Oldenbarnevelt) concluiu que "os pontos de diferença entre os dois professores, em sua maioria relacionados com os detalhes su(b)tis da doutrina da predestinação, eram de menor importância e poderiam co-existir... [e] ambos os senhores foram intimados a tolerar uns aos outros com amor".
Em direta provocação ao Tribunal, Gomarus publicou o discurso que havia feito antes da intimação. Armínio em seguida publicou também o seu próprio discurso. Em resposta à determinação da Corte, Gomarus declarou que "ele não se atreveria a morrer conservando a opinião de Armínio, nem se apresentar com ela ante o tribunal de Deus". Compelido a responder a este ataque, Armínio pediu para defender as suas posições em público ou em um sínodo nacional ou provincial a ser chamado para examinar o assunto. Novamente procurando evitar um sínodo, os Estados da Holanda permitiram a Armínio expor sobre a sua visão na assembleia de 30 de outubro de 1608.

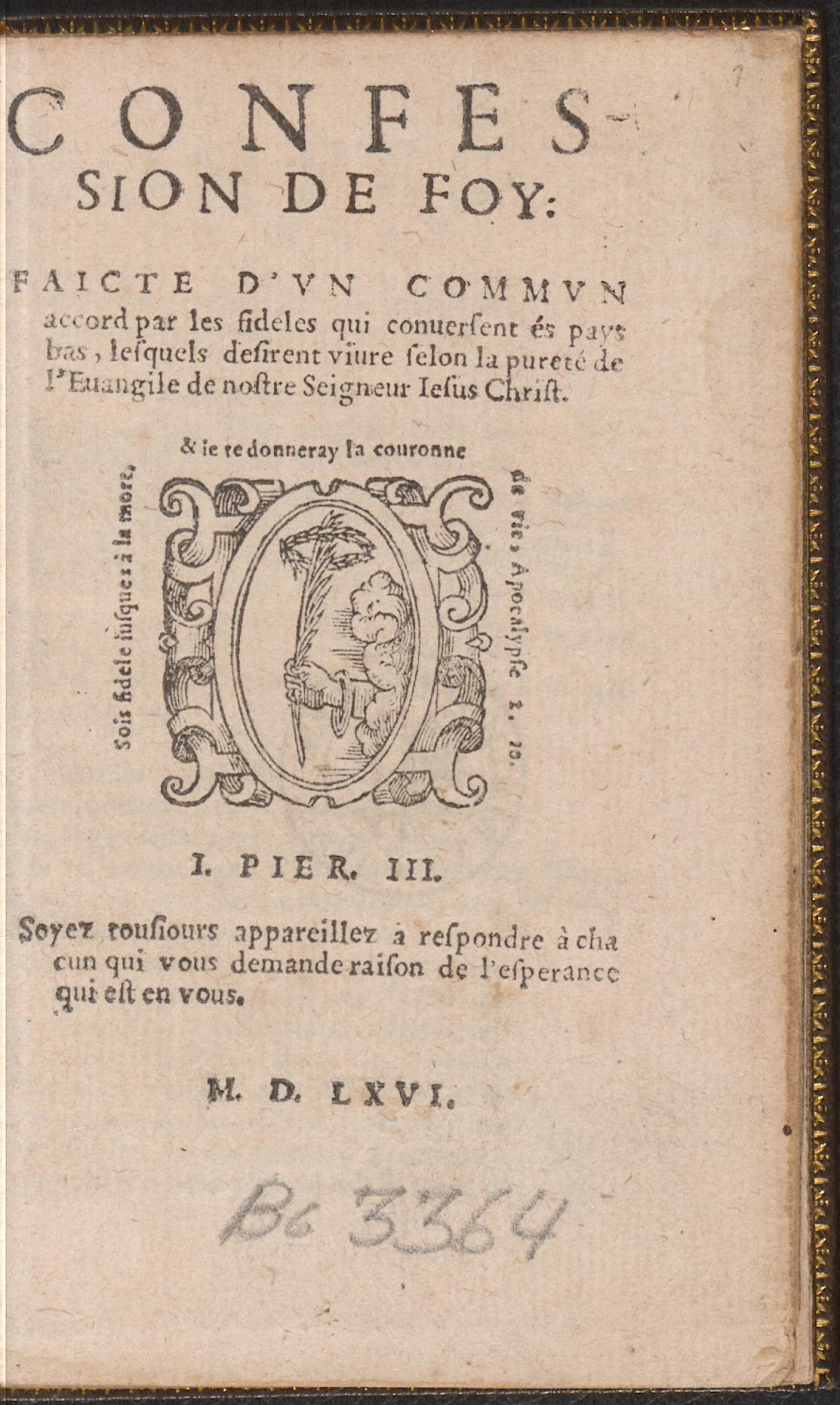
Cópia de 1566.

Finalmente, antes da assembleia Armínio explicou o seu apelo para que a Confissão Belga e o Catecismo de Heidelberg fossem reescritos, dizendo que ele não se sentia obrigado a explicar a sua posição antes, pois "como um professor, ele se considerava sujeito apenas à autoridade dos curadores de Leiden e dos Estados, não à Igreja". Logo em seguida, Armínio deu uma visão geral de todas as diferentes opiniões existentes sobre a predestinação. Ele alegou que o supralapsarianismo era contrário à Confissão e o Catecismo e que "supra e infralapsarianismo, basicamente equivalem à mesma coisa". Armínio apresentou sua própria visão sobre a predestinação a qual assegurava estar em concordância com a Confissão e o Catecismo. Esta foi, e continua a ser, intrigante pois "não é fácil entender o porque precisamente um defensor da doutrina da predestinação que, de acordo com o que ele mesmo diz, está em conformidade com a Confissão e o Catecismo, deve pedir a sua revisão".
Sabendo que Armínio tinha aparecido diante da assembléia dos Estados, Gomarus também pediu permissão para se dirigir, o que foi concedido. Em 12 de dezembro de 1608 Gomarus criticou Armínio, acusando "o seu colega de ser um defensor do pelagianismo e dos jesuítas, ele também atacou Johannes Wtenbogaert, a quem ele rotulou como um 'trompetista da corte'". A assembléia protestou contra esse tom polêmico, que contrastava com o irenismo de Armínio, e ordenou que os discursos feitos anteriormente por ambos os homens fossem proibidos de serem publicados. Apesar da proibição dos discursos eles logo apareceram impressos.
Em 25 de julho de 1609 Jacobus Bontebal defendeu a tese "De hominis ad vocatione salutem" sob a presidência de Armínio. Um sacerdote católico romano (rumores de ser um jesuíta) estava na platéia e se atreveu a se opor às posições de Armínio. Embora Armínio já estando gravemente doente ele refutou os argumentos, Gomarus "que estava entre o público, ficou muito avermelhado e pálido, e depois, enquanto o papista estava ao alcance da voz, insultuosamente observou ao seu colega que agora a porta para papismo tinha sido amplamente aberto".

### Debate final e últimos dias

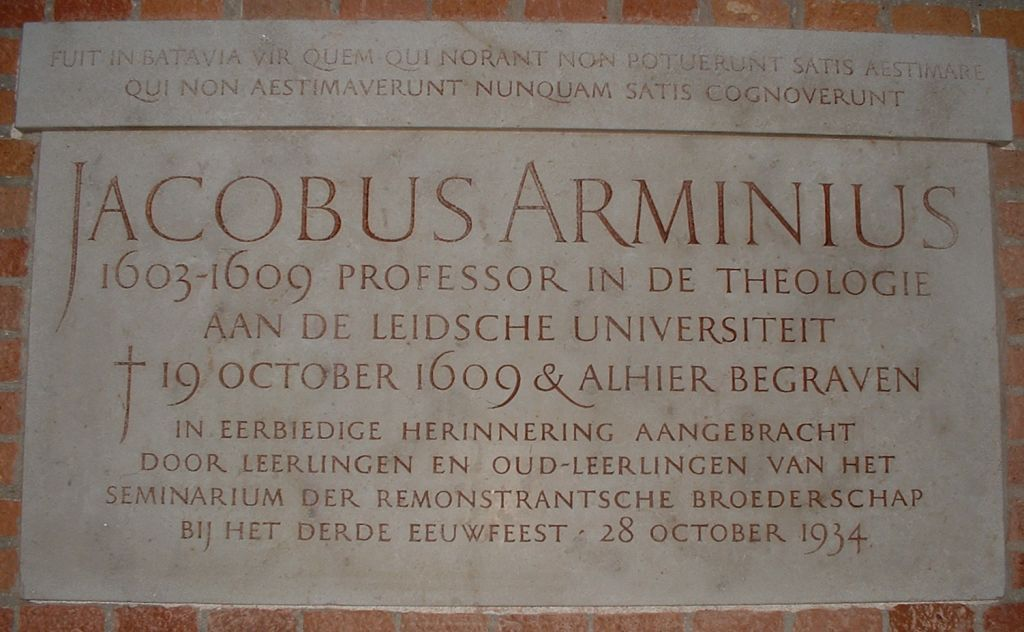
Pedra memorial de Jacobus Arminius em Pieterstsjerke, Leiden.

Armínio permaneceu como professor em Leiden, até sua morte, e foi estimado por seus alunos. Ainda assim, o conflito com Gomarus se ampliou para uma cisão em larga escala dentro do calvinismo. Do clero local, Adrianus Borrius apoiou Armínio, enquanto Festus Hommius se opôs. Os amigos mais próximos, alunos e simpatizantes de Armínio foram Johannes Drusius, Conrad Vorstius, Antonius Thysius, O Velho, Johannes Halsbergius, Petrus Bertius, Johannes Arnoldi Corvinus, os irmãos Rembert e Simon Episcopius. Seu sucessor em Leiden (novamente selecionado com o apoio de Wtenbogaert e Oldenbarnevelt) foi Vorstius, que exerceu influência sobre Armínio por seus escritos.
Mais uma vez os Estados tentaram neutralizar a crescente controvérsia sem chamar um sínodo. Armínio recebeu a ordem de assistir a outra conferência com Gomarus em Haia em 13 e 14 de agosto de 1609. Quando a conferência estava a ser estendida e reunida no dia 18, Armínio com a saúde debilitada teve que retornar a Leiden. Os Estados suspenderam a conferência e pediram aos dois homens uma reação por escrito ao ponto de vista do seu adversário.
Em 19 de outubro de 1609 morreu em sua casa em Pieterskerkhof e foi enterrado em Pieterskerk em Leiden, onde uma pedra memorial em seu nome foi colocada em 1934.

## Teologia e legado

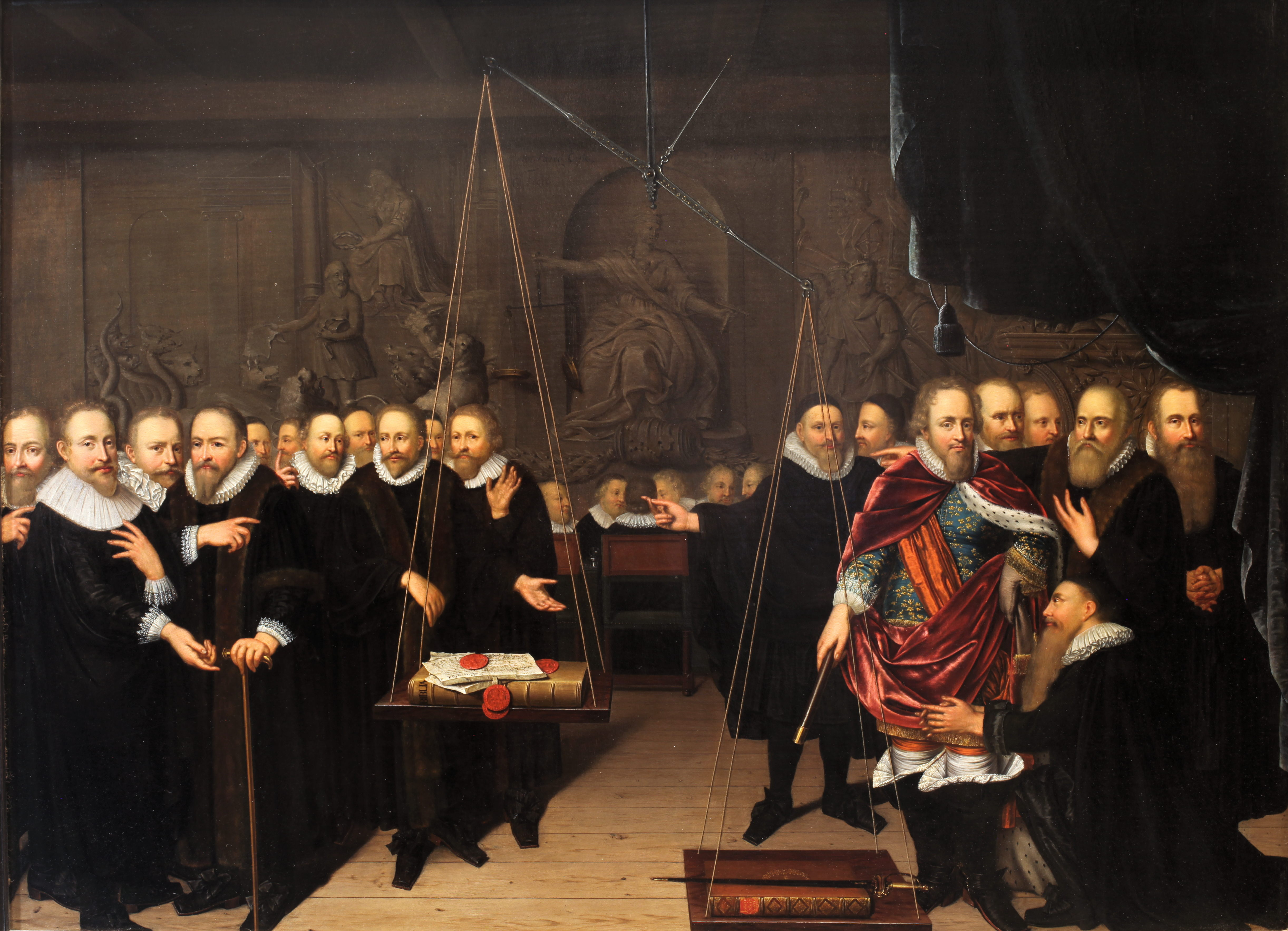
Alegoria da disputa teológica entre arminianos e os seus oponentes.

Na tentativa de defender a predestinação calvinista contra os ensinamentos de Dirck Volckertszoon Coornhert, Armínio começou a duvidar de aspectos do calvinismo e a modificar algumas partes de sua própria visão. Ele tentou reformar o calvinismo, e emprestou seu nome a um movimento -- Arminianismo -- que resistiria a alguns dos princípios calvinistas (predestinação incondicional, expiação limitada). Os primeiros seguidores holandeses de seu ensinamento ficaram conhecidos como Remonstrantes depois de terem emitido um documento, intitulado Remonstrantiæ (1610), contendo cinco pontos de desacordo com a corrente principal do calvinismo.
Armínio ensinava sobre uma "preventiva" (ou preveniente) graça que era conferida a todos pelo Espírito Santo e esta graça seria "suficiente para crer, apesar de nossa corrupção pecaminosa, e, portanto para a salvação". Armínio declarou que: "...atribuo à graça o início, a continuidade e a consumação de todo o bem, de tal forma que, sem a sua influência, um homem, mesmo já estando regenerado, não pode conceber, nem fazer bem algum, nem resistir a qualquer tentação do mal, sem esta graça emocionante e preventiva, que coopera com o homem". William Witt afirma que "Armínio tem uma teologia muito nobre sobre a graça. Ele insiste enfaticamente que a graça é gratuita porque é obtida através da redenção de Deus em Cristo, e não através do esforço humano".
A teologia arminiana não se tornou totalmente desenvolvida durante a vida de Armínio, só após a sua morte (1609) os cinco artigos da remonstrância (1610) sistematizaram e formalizaram as suas ideias. Mas o calvinista Sínodo de Dort (1618-1619) se reuniu com o propósito de condenar a teologia de Armínio, declarou a ele e aos seus adeptos anátemas, então definiu os cinco pontos do calvinismo, e perseguiu os pastores arminianos que permaneceram na Holanda. Mas, apesar da perseguição, "os Remonstrantes continuaram na Holanda como uma igreja diferente e nova, e novamente onde o calvinismo foi ensinado o arminianismo ergueu a sua cabeça".
Editores em Leiden (1629) e em Frankfurt (1631 e 1635) publicaram as obras de Armínio em latim.
John Wesley (1703-1791), fundador do movimento metodista, abraçou a teologia arminiana e se tornou o seu maior defensor. Hoje, a maioria dos metodistas continuam comprometidos com a teologia arminiana, e o arminianismo em si tornou-se um dos sistemas teológicos dominantes nos Estados Unidos, graças em grande parte à influência de John e Charles Wesley.

## Obras de Armínio
- Arminius, Jacobus (1629). Opera Theologica (Google Books). Leiden: [s.n] (em latim)
- Arminius, Jacob (1853). The Works of James Arminius, D. D., Formerly Professor of Divinity in the University of Leyden, volume I (pdf). Buffalo, NY: Derby, Miller, and Orton (em inglês)
- Arminius, Jacob (1853). The Works of James Arminius, D. D., Formerly Professor of Divinity in the University of Leyden, volume II (pdf). Buffalo, NY: Derby, Miller, and Orton (em inglês)
- Arminius, Jacob (1853). The Works of James Arminius, D. D., Formerly Professor of Divinity in the University of Leyden, volume III (pdf). Buffalo, NY: Derby, Miller, and Orton (em inglês)